# Michel F. Côté
Michel F. Côté est un compositeur et musicien multi-instrumentiste québécois né en 1958. 
Il est membre de plusieurs formations musicales dont Bob, Bruire, Jane & the magick bananas, Klaxon Gueule, l'Oreille à Vincent, Mecha Fixes Clocks et Pink Saliva. 
Il a composé plusieurs musiques pour la danse, travaillant notamment avec les chorégraphes Catherine Tardif, Sylvain Émard, Louise Bédard, Aurélie Pedron, Ginette Laurin et José Navas. Depuis 2010, il a rejoint Catherine Tardif pour devenir codirecteur artistique de la compagnie de danse Et Marianne et Simon.
Au théâtre, il a collaboré avec les metteurs en scène Wajdi Mouawad, Robert Lepage, Brigitte Haentjens, Simon Boudreault et Martin Faucher.